# Den forsvundne Mona Lisa
Den forsvundne Mona Lisa er en dansk stum komediefilm fra 1911 produceret af Nordisk Films Kompagni og instrueret af Eduard Schnedler-Sørensen efter manuskript af Alfi Zangenberg og Alfred Kjerulf.
Filmen havde dansk premiere den 5. september 1911 i Biograf-Theatret og blev blev i tysktalende lande distribueret som Die verschwundene "Mona Lisa", i engelsktalende lande som The Disappearance of Mona Lisa og i fransktalende lande som La Joconde.

## Handling
En ung journalist har et godt øje til chefredaktørens datter, men chefredaktøren forlanger, at den unge mand viser sit værd som journalist, før han kan få hendes hånd. Den unge journalist finder herefter på, at afsløre, hvor let det er at stjæle maleriet Mona Lisa fra Louvre. Han får ved list fjernet maleriet, som han bringer til redaktionen, og bladet kan herefter bringe den store historie om det bemærkelsesværdige "tyveri". Museumsdirektøren møder op på redaktionen og får maleriet med tilbage til museet, men da han pakker det ud, har journalisten byttet det ud med et billede med Nordisk Films logo. Det rigtige maleri bringens tilbage på sin plads, og chefredaktøren er glad for den gode historie, og de to unge kan få hinanden

## Medvirkende
- Einar Zangenberg - Jean Franck, journalist
- Carl Alstrup - Redaktør
- Zanny Petersen - Lissie, redaktørens datter
- Julie Henriksen
- Frederik Buch
- Maja Bjerre-Lind
- Svend Bille
- Elith Pio
- Frederik Jacobsen
- H.C. Nielsen
- Axel Boesen
- Frederik Christensen
- Carl Johan Lundkvist
- Edvard Jacobsen
- Svend Cathala
- Mathilde Felumb Friis